# Andira spectabilis
Andira spectabilis är en ärtväxtart som beskrevs av José de Saldanha da Gama. Andira spectabilis ingår i släktet Andira och familjen ärtväxter. Inga underarter finns listade i Catalogue of Life.